# Qubic
Qubic es el nombre comercial de un juego de cuatro en línea jugado en una matriz de 4×4×4, vendido por Parker Brothers en la década de 1960s. La caja original, y la reedición de 1972, describía el juego como "un juego de cuatro en línea 3D de Parker Brothers". Los jugadores, por turnos, colocan sus piezas para intentar lograr una línea de 4 horizontalmente o diagonalmente en uno de los niveles, o verticalmente en una columna o una línea diagonal a través de los cuatro niveles.
Los cuatro niveles del tablero están hechos de plástico transparente (con un diseño simple para los escaques en la versión original y con un diseño más original para la reedición 1972) y las piezas son circulares, parecidas a las pequeñas fichas de póquer, color rojo, azul y amarillo. Cada jugador utiliza un solo color. Las piezas pueden ser colocadas en cualquier espacio desocupado, en lugar de ser apiladas en un lugar como en cuatro en línea tridimensional. El juego ya no se fabrica.
Dos o tres jugadores pueden participar en el juego. En una partida de dos personas, el primer jugador ganará, si hay dos jugadores óptimos. Hay 76 líneas ganadoras. Fue débilmente resuelto por Eugene Mahalko en 1976, Oren Patashnik en 1980 y luego vuelto a resolver por Victor Allis usando la búsqueda de prueba-número. Un juego de computadora 3D basado en un plóter fue escrito por Arthur Hu y Carl Hu en 1975 en una HP-9830 en Lindbergh High School. Usaba 4 trapezoides apilados. Más tarde fue portado a la cinta demo de HP 2647 con una interfaz gráfica, usando una simple transformación matemática para resolver la posición de entrada 3D. También fue incluido en el Microsoft Windows Entertainment Pack en la década de 1990 como parte de TicTactics .